# 第156步兵師 (德國國防軍)
德國國防軍陸軍第156步兵師（德語：156. Infanterie-Division）是納粹德國國防軍陸軍的一個步兵師。該師於1945年4月組建。
該師改編自第156戰地教導師，改編後一直在東線作戰。
該師最後於1945年5月德國投降後解散。

## 註腳
1. ↑  Mitcham（2007年）